# ヴァグネイ・ファビアーノ
ヴァグネイ・ファビアーノ（Wagnney Fabiano、1975年7月14日 - ）は、ブラジルの男性総合格闘家。リオデジャネイロ州リオデジャネイロ出身。ノヴァウニオン所属。ブラジリアン柔術五段。元IFL世界フェザー級王者。元TKO世界フェザー級王者。
柔術家、総合格闘家のレオナルド・サントスは実弟。

## 来歴
幼少期よりブラジリアン柔術を学び、ノヴァウニオン創設者であるウェンデル・アレクサンダーとアンドレ・ペデネイラスより黒帯を授与された。
1998年、世界柔術選手権の黒帯ペナ級（-67kg）で3位に入賞した。

### UCC・TKO
2000年6月2日、総合格闘技デビューとなったUCC世界スーパーライト級（-66kg）王座決定戦でアリ・ネストール・チャールズと対戦し、3-0の判定勝ちを収め王座獲得に成功した。
2004年5月22日、4年ぶりの復帰戦となったTKO世界フェザー級王座決定戦でトミー・リーと対戦し、肩固めで一本勝ちを収め王座獲得に成功した。

### IFL
2007年からはIFLに出場、12月29日にはフェザー級グランプリ決勝でL.C.デイビスに一本勝ちを収めグランプリ優勝を果たし、世界フェザー級王座に認定された。
2008年4月4日、IFL世界フェザー級タイトルマッチでシャド・ライルレーと対戦し、右ストレートでKO勝ちを収め初防衛に成功した。

### WEC
2008年12月3日、WEC初参戦となったWEC 37で田村彰敏と対戦し、肩固めで一本勝ちを収めた。
2009年4月5日、WEC 40でフレジソン・パイシャオンに3-0の判定勝ち。10月10日のWEC 43ではマッケンス・セメルジエールに三角絞めで自身初の一本負けを喫した。
2010年1月10日、バンタム級転向初戦となったWEC 46でクリント・ゴドフリーと対戦し、3-0の判定勝ち。

## 戦績

### 総合格闘技
| 総合格闘技 戦績 | 総合格闘技 戦績 | 総合格闘技 戦績 | 総合格闘技 戦績 | 総合格闘技 戦績 | 総合格闘技 戦績 | 総合格闘技 戦績 |
| --------------- | --------------- | --------------- | --------------- | --------------- | --------------- | --------------- |
| 20 試合         | (T)KO           | 一本            | 判定            | その他          | 引き分け        | 無効試合        |
| 16 勝           | 2               | 9               | 5               | 0               | 0               | 0               |
| 4 敗            | 0               | 2               | 2               | 0               | 0               | 0               |

| 勝敗 | 対戦相手                     | 試合結果                   | 大会名                                                         | 開催年月日     |
| ○    | エジネウソン・コルデイロ     | 1R 3:50 腕ひしぎ十字固め   | Shooto Brazil 52                                               | 2014年12月21日 |
| ×    | ラッド・マルチネス           | 5分3R終了 判定0-3          | Bellator 80 【フェザー級トーナメント 準決勝】                  | 2012年11月9日  |
| ○    | アコップ・ステパーニャン     | 1R 3:24 腕ひしぎ十字固め   | Bellator 76 【フェザー級トーナメント 1回戦】                   | 2012年10月12日 |
| ×    | ジョセフ・ベナビデス         | 2R 2:45 ギロチンチョーク   | WEC 52: Faber vs. Mizugaki                                     | 2010年11月11日 |
| ○    | フランク・ゴメス             | 5分3R終了 判定3-0          | WEC 49: Varner vs. Shalorus                                    | 2010年6月20日  |
| ○    | クリント・ゴドフリー         | 5分3R終了 判定3-0          | WEC 46: Varner vs. Henderson                                   | 2010年1月10日  |
| ×    | マッケンス・セメルジエール   | 1R 2:14 三角絞め           | WEC 43: Cerrone vs. Henderson                                  | 2009年10月10日 |
| ○    | フレジソン・パイシャオン     | 5分3R終了 判定3-0          | WEC 40: Torres vs. Mizugaki                                    | 2009年4月5日   |
| ○    | 田村彰敏                     | 3R 4:48 肩固め             | WEC 37: Torres vs. Tapia                                       | 2008年12月3日  |
| ○    | シャド・ライルレー           | 1R 0:37 KO（右ストレート） | IFL: New Jersey 【IFL世界フェザー級タイトルマッチ】            | 2008年4月4日   |
| ○    | L.C.デイビス                 | 1R 3:38 腕ひしぎ十字固め   | IFL: World Grand Prix Finals 【フェザー級グランプリ 決勝】     | 2007年12月29日 |
| ○    | ジョン・ガンダーソン         | 2R 1:53 ギロチンチョーク   | IFL: World Grand Prix Semifinals                               | 2007年11月3日  |
| ○    | エリック・オウィングス       | 1R 0:58 腕ひしぎ十字固め   | IFL: Las Vegas                                                 | 2007年6月16日  |
| ○    | カム・ウォード               | 1R 3:24 肩固め             | IFL: Connecticut                                               | 2007年4月13日  |
| ○    | イアン・ラブランド           | 1R 0:59 肩固め             | IFL: Atlanta                                                   | 2007年2月23日  |
| ×    | ジェフ・カラン               | 5分3R終了 判定0-3          | APEX: A Night of Champions 【APEX世界フェザー級王座決定戦】    | 2006年10月14日 |
| ○    | バオ・クァーチ               | 1R 4:50 KO（ハイキック）   | APEX: Evolution                                                | 2006年6月10日  |
| ○    | マット・フィヨルディローザ   | 5分3R終了 判定3-0          | Freedom Fight: Canada vs. USA                                  | 2006年1月14日  |
| ○    | トミー・リー                 | 1R 2:46 肩固め             | TKO 16: Infernal 【TKO世界フェザー級王座決定戦】               | 2004年5月22日  |
| ○    | アリ・ネストール・チャールズ | 10分2R終了 判定3-0         | UCC 1: The New Beginning 【UCC世界スーパーライト級王座決定戦】 | 2000年6月2日   |

### グラップリング
| 勝敗 | 対戦相手               | 試合結果    | 大会名                             | 開催年月日     |
| ○    | ギルバート・メレンデス | ポイント2-0 | グラップラーズ・クエスト 【1回戦】 | 2005年11月12日 |

## 獲得タイトル
- 世界柔術選手権 黒帯ペナ級 3位（1998年）
- 初代UCC世界スーパーライト級王座（2000年）
- 第2代TKO世界フェザー級王座（2004年）
- ADCC 2005ブラジル予選 66kg未満級 優勝（2004年）
- IFLフェザー級グランプリ 優勝（2007年）
- 初代IFL世界フェザー級王座（2007年）